# Чав
Чав (англ. chav) е стереотипен и пейоративен епитет, използван във Великобритания. Стереотипът е популяризиран в началото на XXI век от британската масмедия и е насочен към младежката субкултура в Обединеното кралство.

## Етимология
Терминът идва от циганската дума чави, която означава „дете“. Производно "chavette" се използва за женски род.
Думата е записана с пейоративното си значение в Оксфордския речник, като за първи път е използвана във вестник през 2002. Оксфордският речник описва „чав“ като неформална и унизителна английска дума, която означава млад човек от средната класа, който показва нахално и грубо поведение и носи истински или фалшиви дизайнерски дрехи.